# Cruzeiro do Calvário
O Cruzeiro do Calvário é um cruzeiro em pedra colocada sobre uma plataforma com degraus, localizado em São Gião, freguesia do Município de Oliveira do Hospital, junto ao recinto desportivo.

A estrutura é constituída por 3 blocos independentes, edificada em 1878, de acordo com a data gravada na base.